# Tarjei Haaland
Tarjei Haaland (født 24. maj 1943 i Oslo, død 6. oktober 2023) var bachelor i geografi og geologi.  I 1974 var han medstifter af energibevægelsen Organisationen til Oplysning om Atomkraft i Danmark (OOA).
Han arbejdede som skolelærer i 17 år. I årene 1987 til 1990 var han sammen med videnskabsjournalist og forfatter Tor Nørretranders i firmaet Kaos. Han var herefter klima- og energimedarbejder i Greenpeace fra 1992 og frem til sin død 6. oktober 2023.
I 2006 offentliggjorde han et scenarie for reduktion af CO2-udslippet i Norden med 67 % inden 2030 uden brug af kernekraft. I 2016 beregnede han med sin baggrund i matematik, at Danmark - for at leve op til Parisaftalen om at begrænse temperaturstigningen til 1,5 grader - skal reducere udledningen af drivhusgasser med 70 procent i 2030. Med afsæt i disse beregninger og arbejdet med at etablere politisk opbakning, angives Tarjei Haaland som fadderen til 2030-klimamålet.
I forbindelse med, at Klimarådet i sin statusrapport 2024 vurderede, at regeringen har anskueliggjort, at 70-procentsmålet i 2030 nås, rettede klimaminister Lars Aagaard en tak til Tarjei Haaland og Greenpeace.